# 印度储备银行
印度储备银行（简称RBI）是印度的中央银行兼负责印度银行监管的獨立機關，负责发行和供应印度盧比，也管理该国主要的支付系统。
印度储备银行的总体政策方向由21名成员组成的中央理事会决定，其中包括：行长、4名副行长、2名财政部代表（通常为经济事务秘书和财经事务秘书）；10名政府提名的董事、4名分别代表孟买、加尔各答、金奈和德里的地方董事会的董事。每个地方董事会由5名成员组成，代表地区利益以及合作银行和当地银行的利益。
印度储备银行是亚洲清算联盟的成员。它还积极推动普惠金融政策，是普惠金融联盟（AFI）的主要成员之一。印度储备银行在当地常被称为。

## 职能
据《印度储备银行法》的序言所定，印度储备银行的基本职能如下：
规管银行票据的发行及保管储备，以确保印度的货币稳定，并在整体上运作该国的货币及信贷体系，使其对本国有利；建立现代的货币政策框架，以应对日益复杂的经济带来的挑战，保持价格稳定，同时不忘增长目标。

## 历史
在2016年印度货币政策委员会成立前，印度储备银行曾对国内的货币政策有完全的控制权。印度央行依据中央立法会议1934年通过的《印度储备银行法》设立，于1935年4月1日正式成立。其原始股本被分成足额缴纳的100股。起初印度储备银行是私人拥有，在印度于1947年8月15日独立后，其央行于1949年1月1日国有化，完全归印度政府所有。即使缅甸于1937年退出英属印度，该行于1947年4月前一直是缅甸的中央银行；与之类似，即使1947年印巴分治，该行于1948年6月前仍是巴基斯坦的央行。
2022年7月11日，印度储备银行推出国际贸易的卢比结算机制，并立即生效。

## 分行及支持机构
印度储备银行有4个地区代表：新德里（北方）、金奈（南方）、加尔各答（东部）、孟买（西部）。代表由五名成员组成，任期四年，由中央政府任命，职责是向作为地区银行论坛的中央董事会提供意见，以及处理中央董事会委托的任务。
印度储备银行在印度有31间分行，绝大多数都位于各邦的首府城市，除了那格浦尔分行（该市实为马哈拉施特拉邦的第二首府）。

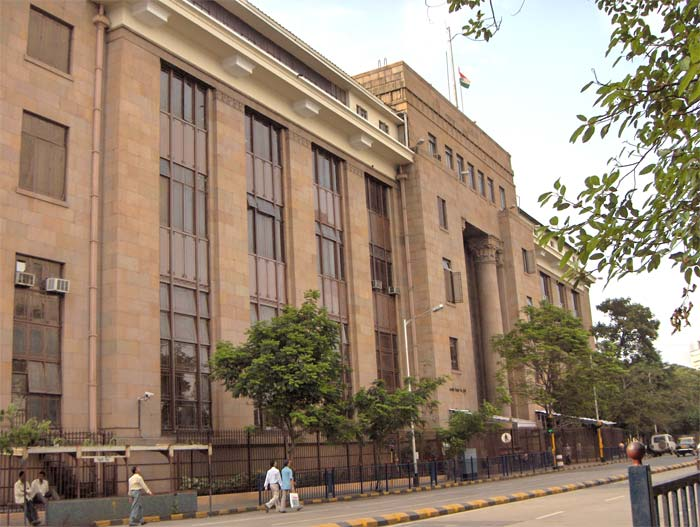
印度储备银行孟买分行
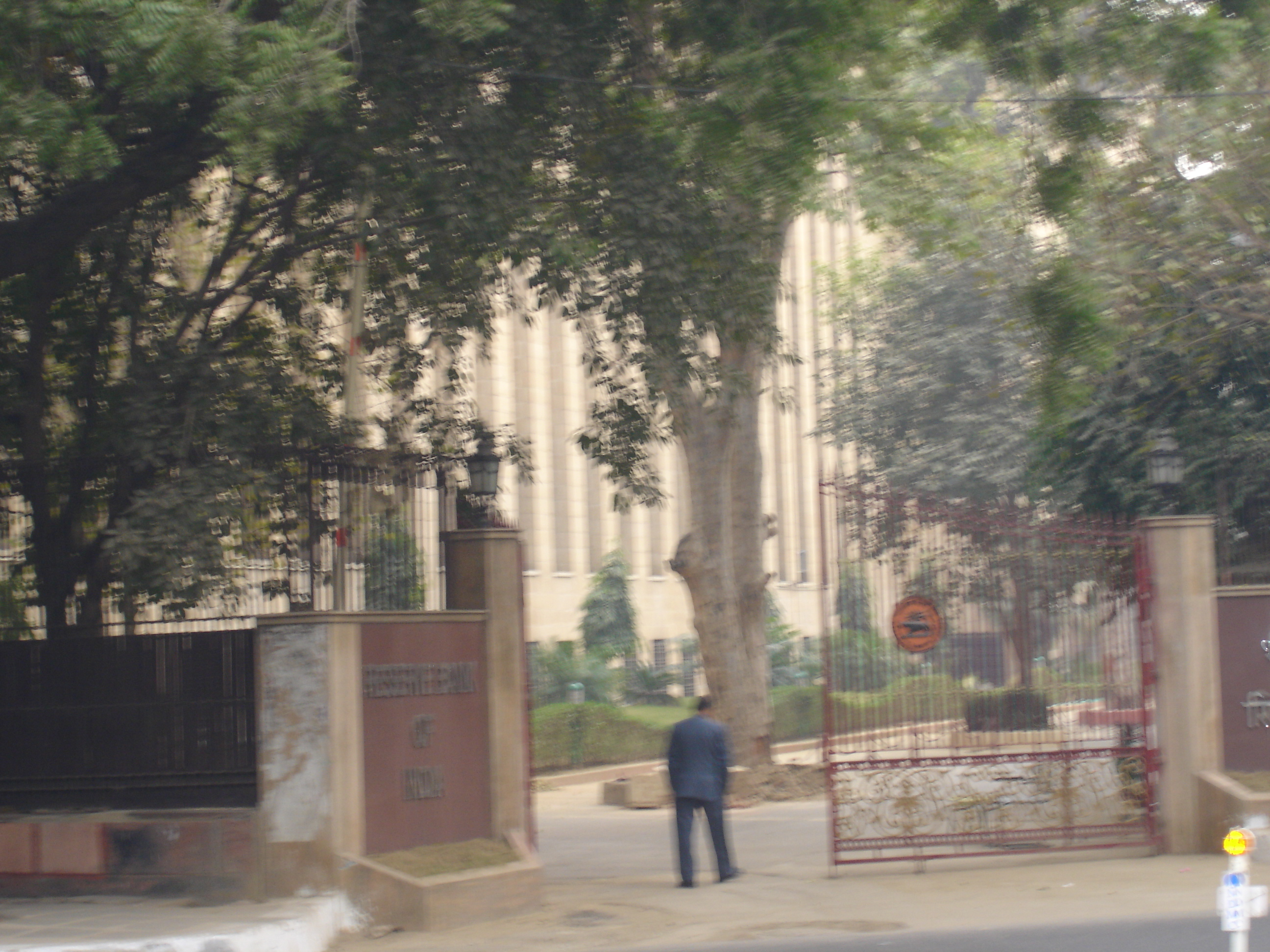
印度储备银行德里分行
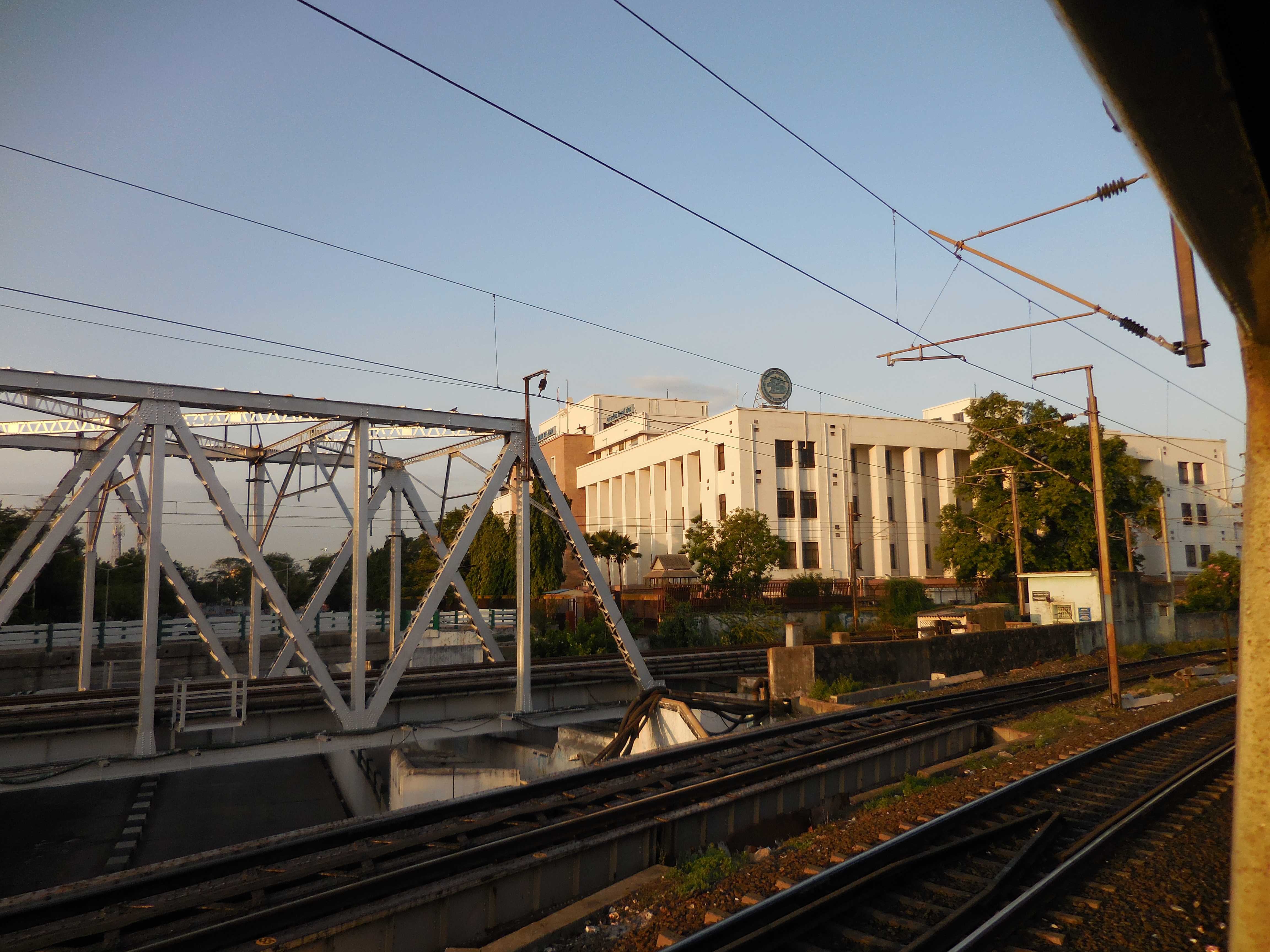
印度储备银行金奈分行

央行设有两座训练员工的院校，分别为金奈的储备银行职员学院（Reserve Bank Staff College）和浦那的农业银行学院（College of Agricultural Banking）。央行还设有三座自治机构，分别为国家银行管理研究所（NIBM）、英迪拉·甘地发展研究所（IGIDR）和银行业技术发展研究所（IDRBT）。它还在孟买、金奈、加尔各答和新德里设有四个区域培训中心。

## 行长
2018年12 月，央行行長烏爾吉特·帕特爾辭職，成為1990年代以來首位任內辭職的印度央行行長。據傳媒報導，一般相信他因不滿印度總理納倫德拉·莫迪干預央行決策而辭職。
現任行長為沙克蒂坎塔·達斯。

## 出版物
根据1949年银行监管法案的要求，印度央行每年会发表题为的报告，其中总结了整个金融部门的趋势和发展自2014年4月起，印度央行开始每两个月发布一次政策更新。

## 政策利率
印度儲備銀行以回購利率作為政策利率。
| 日期          | 政策利率 | 轉變   | 資料來源 |
| ------------- | -------- | ------ | -------- |
| 2022年12月7日 | 6.25%    | +0.35% | [ 18 ]   |
| 2023年2月8日  | 6.50%    | +0.25% | [ 19 ]   |

## 延伸阅读
- S. L. N. Simha. History of the Reserve Bank of India, Volume 1: 1935–1951. RBI. 1970. ISBN 81-7596-247-X. (2005 reprint PDF （页面存档备份，存于）)
- Reserve Bank of India: Functions and Working. RBI. 2005.(2005 reprint PDF （页面存档备份，存于）)
- G. Balachandran. The Reserve Bank of India, 1951–1967. Oxford University Press. 1998. ISBN 0-19-564468-9. (PDF （页面存档备份，存于）)
- A. Vasudevan et al. The Reserve Bank of India, Volume 3: 1967–1981. RBI. 2005. ISBN 81-7596-299-2. (PDF （页面存档备份，存于）)
- Cecil Kisch: Review "The Monetary Policy of the Reserve Bank of India" by K. N. Raj. In: The Economic Journal. Vol. 59, No. 235 (Sep. 1949), pp. 436–438.
- Findlay G. Shirras: The Reserve Bank of India. In The Economic Journal. Vol. 44, No. 174 (Jun. 1934), pp. 258–274.